# Nimbochromis livingstonii
Espèce
Statut de conservation UICN

 LC : Préoccupation mineure
Nimbochromis livingstonii est une espèce africaine de poissons d'eau douce de la famille des Cichlidae. 

## Répartition
Nimbochromis livingstonii se rencontre au Malawi, au Mozambique et en Tanzanie, dans les lacs Malawi et Malombe ainsi que dans la partie supérieure de la rivière Shire.

## Description
Nimbochromis livingstonii peut mesurer jusqu'à 25 cm de longueur totale pour les mâles et jusqu'à 20 cm pour les femelles..

## Aquariophilie

### Dimorphisme
Adulte cette espèce de Cichlidae est très simplement différenciable. En effet le mâle est clairement plus grand et plus coloré. Il possède également la terminaison des nageoires impaires plus effilée.

### Croisement, hybridation, sélection
Il est impératif de maintenir cette espèce seule ou en compagnie d'espèces de genres différents mais provenant de régions similaires (lac Malawi) afin d'éviter tout croisement. Le commerce aquariophile a vu apparaitre un grand nombre de spécimens produits en Asie notamment et aux couleurs des plus inhabituelles ou albinos. En raison de la sélection, hybridation et autres procédés chimiques des laboratoires.

## Statut de conservation
L’UICN place cette espèce en "Préoccupation mineure" (LC) dans la mesure où la principale menace qui pèse sur cette espèce sont les prises pour le commerce aquariophile, mais aucun impact visible n'est observé sur la densité de population.

## Dénominations
Cette espèce n'a pas de nom normalisé en français. Dans le commerce aquariophile, ce poisson est appelé « dormeur » ou encore « ronfleur ».[réf. nécessaire]
Au Malawi, en langue chewa, ce poisson est appelé Kaligono, 'Mbuna ou Utaka.

## Galerie

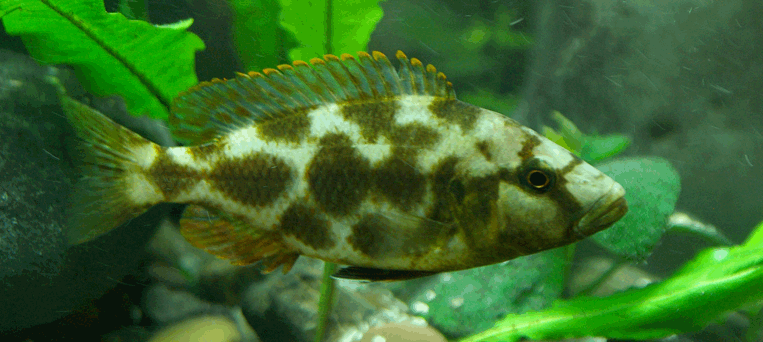
Femelle
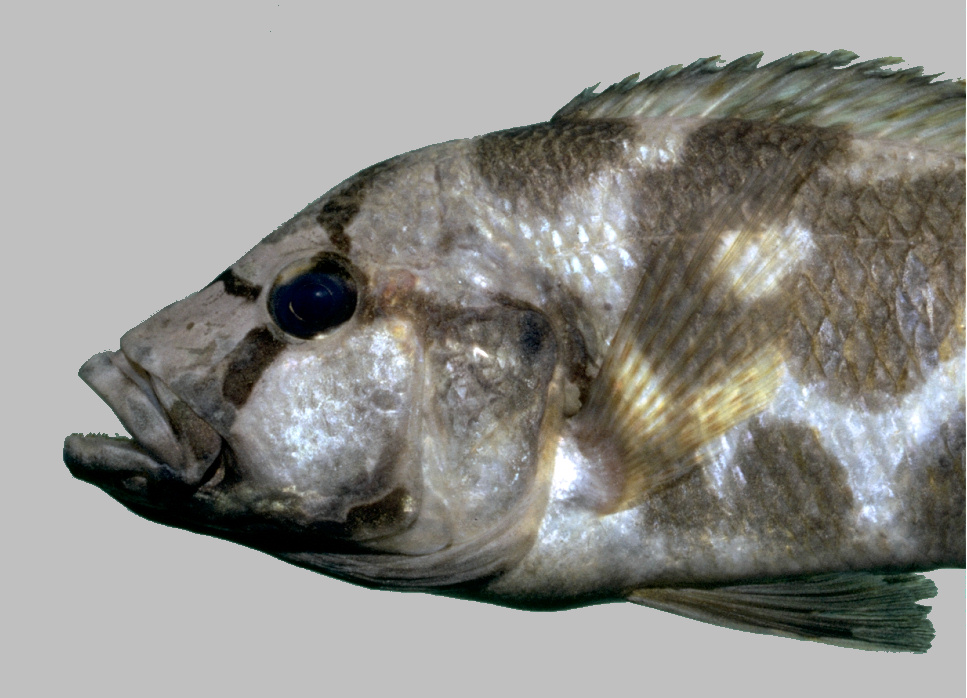
Probablement une femelle.

## Systématique
Le nom valide complet (avec auteur) de ce taxon est Nimbochromis livingstonii (Günther, 1894).
L'espèce a été initialement classée dans le genre Hemichromis sous le protonyme Hemichromis livingstonii Günther, 1894.
Nimbochromis livingstonii a pour synonymes :
- Astatotilapia livingstonii (Günther, 1894)
- Cyrtocara livingstonii (Günther, 1894)
- Haplochromis livingstoni (Günther, 1894)
- Haplochromis livingstonii (Günther, 1894)
- Hemichromis livingstonii Günther, 1894
- Paratilapia livingstonii (Günther, 1894)

### Étymologie
Son épithète spécifique, livingstonii, lui a été donnée en l'honneur d'une personne non identifiée mais qui pourrait être David Livingstone (1813-1873), missionnaire et explorateur écossais en Afrique, qui prétendit avoir découvert le lac Malawi.

### Publication originale
- (en) A. Günther, « Second report on the reptiles, batrachians, and fishes transmitted by Mr. H. H. Johnston, C. B., from British Central Africa », Proceedings of the Zoological Society of London, Londres, ZSL, vol. 1893, no 4,‎ avril 1894, p. 616-628 (ISSN 0370-2774, OCLC 1779524, BNF 32843178, lire en ligne, consulté le 30 avril 2025).